# Cegléd
Cegléd  este un oraș în districtul Cegléd, județul Pesta, Ungaria, având o populație de 36.240 de locuitori (2011). 

## Demografie
Componența etnică a orașului Cegléd
     Maghiari (96,12%)
     Romi (1,88%)
     Necunoscut (0,57%)
     Alții (1,43%)
Componența confesională a orașului Cegléd
     Romano-catolici (27,22%)
     Fără religie (18,5%)
     Reformați (17,15%)
     Atei (1,25%)
     Luterani (1,24%)
     Necunoscută (34,17%)
     Alte religii (1,72%)
Conform recensământului din 2011, orașul Cegléd avea 36.240 de locuitori. Din punct de vedere etnic, majoritatea locuitorilor (96,12%) erau maghiari, cu o minoritate de romi (1,88%). Apartenența etnică nu este cunoscută în cazul a 0,57% din locuitori. Nu există o religie majoritară, locuitorii fiind romano-catolici (27,22%), persoane fără religie (18,5%), reformați (17,15%), atei (1,25%) și luterani (1,24%). Pentru 34,17% din locuitori nu este cunoscută apartenența confesională.